# Jason von Pherai
Jason von Pherai (altgriechisch Ἰάσων ὁ Φεραῖος Iásōn ho Pheraíos; † 370 v. Chr.) war als Tyrann von Pherai ein thessalischer Herrscher.

## Leben

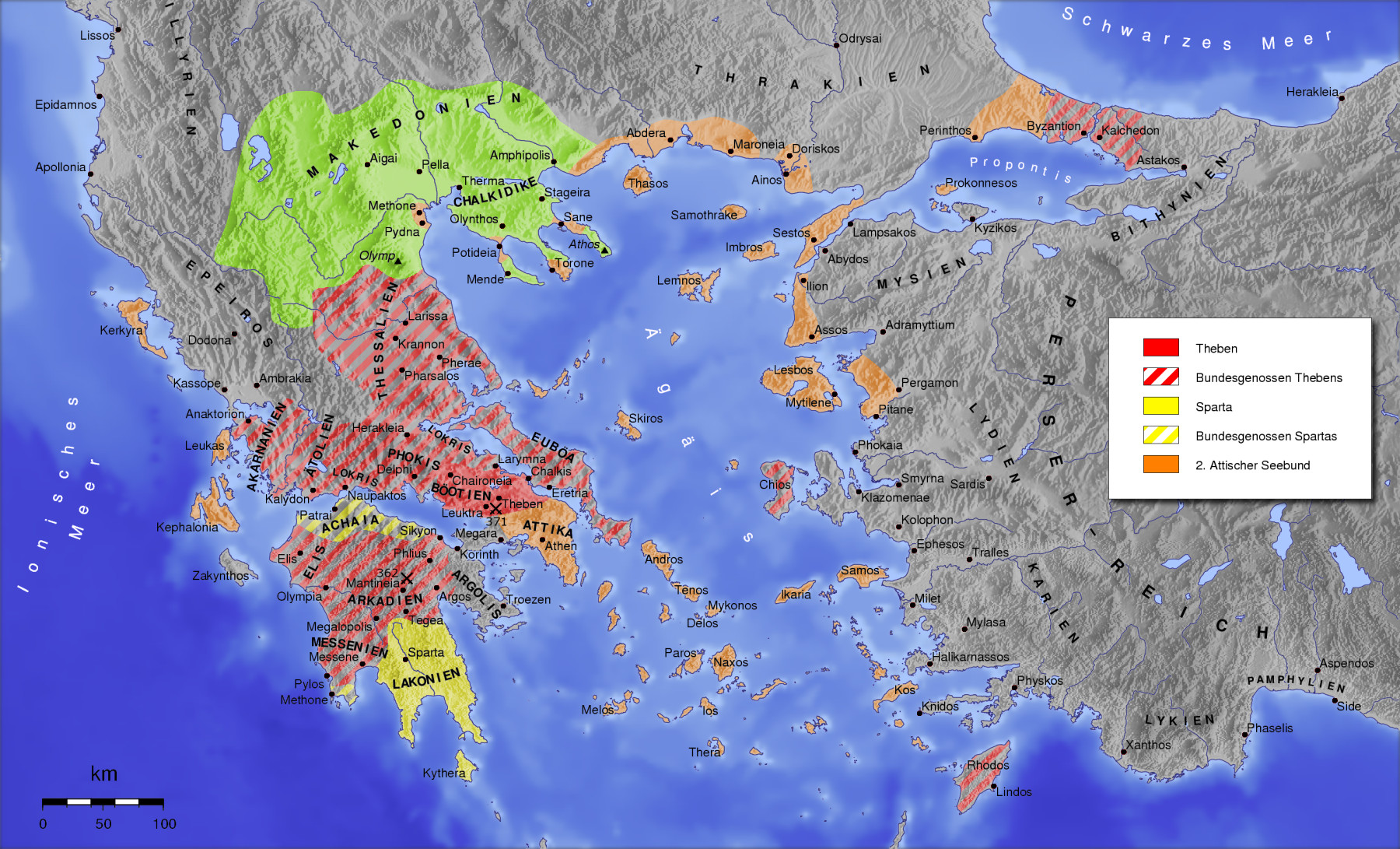
Griechenland zur Zeit der Hegemonie Thebens, 371–362 v. Chr.

Jason gehörte zu den Vertretern der „Jüngeren Tyrannis“ im antiken Griechenland. Er folgte in der Herrschaft wohl 390 v. Chr. auf seinen Vater oder Schwiegervater Lykophron, den ersten Tyrannen von Pherai. Um 379 v. Chr. unterstützte er einen seiner Parteigänger, den Euböer Neogenes, bei der Erringung der Tyrannis in Oreos; allerdings wurde Neogenes bald wieder entmachtet.
Hatte Lykophron vergeblich danach gestrebt, ganz Thessalien unter seiner Herrschaft zu vereinen, so gelang dies seinem Nachfolger Jason, der sich für diesen Zweck unter anderem auf 6.000 auserlesene, von ihm persönlich trainierte Söldner stützen konnte. Nachdem er bis 375 v. Chr. die meisten thessalischen Städte unter seine Kontrolle gebracht hatte, wandte er sich gegen Pharsalos. Die Regierung dieser Stadt war einem ihrer reichen Bürger, Polydamas, anvertraut worden. Jason versuchte nicht sofort eine militärische Eroberung von Pharsalos, sondern trat zunächst mit Polydamas in Verhandlungen ein. Da dieser vom verbündeten Sparta keine Hilfe erhielt, schloss er sich schließlich 374 v. Chr. Jason an. Daraufhin wurde Jason zum Anführer (tagos) des thessalischen Bundes. Er setzte nun Tribute seiner Untertanen fest und befehligte 20.000 schwer bewaffnete Fußsoldaten (Hopliten) sowie 8.000 Kavalleristen, womit er die damals größte Armee in Griechenland zur Verfügung hatte.
Jason verbündete sich mit Makedonien, das damals von König Amyntas III. regiert wurde, ferner mit Theben und vermutlich auch Athen. 373 v. Chr. kam er gemeinsam mit dem Molosserkönig Alketas I. nach Athen, um sich für den angeklagten Feldherrn Timotheos einzusetzen, der maßgeblich aufgrund ihrer Intervention freigesprochen wurde. Jason schloss sich nicht dem Zweiten Attischen Seebund an, sondern unterhielt ein separates Bündnis mit Athen.
Nachdem der thebanische Feldherr und Politiker Epaminondas 371 v. Chr. die Spartaner in der Schlacht bei Leuktra geschlagen hatte, erreichte Jason – der zwar mit Theben verbündet war, es aber dennoch in keiner zu großen Vormachtstellung sehen wollte –, dass sich das spartanische Heer nach Abschluss eines Waffenstillstandes ungehindert zurückziehen konnte. Auf dem Rückweg durch Phokis verwüstete Jason die offene Unterstadt von Hyampolis und zerstörte die Befestigungen der spartanischen Kolonie Herakleia Trachinia. Mit dem Besitz der letztgenannten Stadt hatte er ungestörten Zugang nach Mittelgriechenland.
370 v. Chr. wollte Jason die Pythischen Spiele leiten und dabei mit seiner gesamten Truppenmacht nach Delphi ziehen, wurde jedoch bei der Inspektion seiner Kavallerie von einer Gruppe thessalischer Adliger ermordet, vermutlich unter Beteiligung Thebens. Zwei der Attentäter wurden von der Leibwache niedergemacht. Die anderen entkamen aber und wurden in den griechischen Städten, durch die sie flüchteten, ehrenvoll begrüßt, weil Jasons ehrgeizige Pläne allgemeine Angst erregt hatten. Laut Pausanias war Jason ein Bewunderer des griechischen Philosophen und Rhetors Gorgias von Leontinoi gewesen.
Antike Quellen schreiben Jason große Pläne zu: Er habe wie etwas später Philipp II. von Makedonien die Vorherrschaft über Griechenland ausüben wollen, ferner geplant, eine große Flotte zu bauen und – ebenfalls wie später die makedonischen Herrscher – das Perserreich anzugreifen.
Die Familie des Jason:
|                              |                              |                              |                              |                              |                              |  |  |                                    |                                    |                                    |                                    | Lykophron I. († um 390 v. Chr.)    |                                    |  |  |                                 |                                 |                                 |                                 |                                 |                                 |  |  |             |             |             |             |             |             |  |  |                            |                            |                            |                            |                            |                            |  |  |                           |                           |                           |                           |                           |                           |
|                              |                              |                              |                              |                              |                              |  |  |                                    |                                    |                                    |                                    |                                    |                                    |  |  |                                 |                                 |                                 |                                 |                                 |                                 |  |  |             |             |             |             |             |             |  |  |                            |                            |                            |                            |                            |                            |  |  |                           |                           |                           |                           |                           |                           |
|                              |                              |                              |                              |                              |                              |  |  |                                    |                                    |                                    |                                    |                                    |                                    |  |  |                                 |                                 |                                 |                                 |                                 |                                 |  |  |             |             |             |             |             |             |  |  |                            |                            |                            |                            |                            |                            |  |  |                           |                           |                           |                           |                           |                           |
|                              |                              |                              |                              |                              |                              |  |  | ?                                  | ?                                  | ?                                  | ?                                  | ?                                  | ?                                  |  |  | Jason († 370 v. Chr.)           | Jason († 370 v. Chr.)           | Jason († 370 v. Chr.)           | Jason († 370 v. Chr.)           | Jason († 370 v. Chr.)           | Jason († 370 v. Chr.)           |  |  |             |             |             |             |             |             |  |  | Polydoros († 370 v. Chr.)  | Polydoros († 370 v. Chr.)  | Polydoros († 370 v. Chr.)  | Polydoros († 370 v. Chr.)  | Polydoros († 370 v. Chr.)  | Polydoros († 370 v. Chr.)  |  |  | Polyphron († 369 v. Chr.) | Polyphron († 369 v. Chr.) | Polyphron († 369 v. Chr.) | Polyphron († 369 v. Chr.) | Polyphron († 369 v. Chr.) | Polyphron († 369 v. Chr.) |
|                              |                              |                              |                              |                              |                              |  |  | ?                                  | ?                                  | ?                                  | ?                                  | ?                                  | ?                                  |  |  | Jason († 370 v. Chr.)           | Jason († 370 v. Chr.)           | Jason († 370 v. Chr.)           | Jason († 370 v. Chr.)           | Jason († 370 v. Chr.)           | Jason († 370 v. Chr.)           |  |  |             |             |             |             |             |             |  |  | Polydoros († 370 v. Chr.)  | Polydoros († 370 v. Chr.)  | Polydoros († 370 v. Chr.)  | Polydoros († 370 v. Chr.)  | Polydoros († 370 v. Chr.)  | Polydoros († 370 v. Chr.)  |  |  | Polyphron († 369 v. Chr.) | Polyphron († 369 v. Chr.) | Polyphron († 369 v. Chr.) | Polyphron († 369 v. Chr.) | Polyphron († 369 v. Chr.) | Polyphron († 369 v. Chr.) |
|                              |                              |                              |                              |                              |                              |  |  |                                    |                                    |                                    |                                    |                                    |                                    |  |  |                                 |                                 |                                 |                                 |                                 |                                 |  |  |             |             |             |             |             |             |  |  |                            |                            |                            |                            |                            |                            |  |  |                           |                           |                           |                           |                           |                           |
|                              |                              |                              |                              |                              |                              |  |  |                                    |                                    |                                    |                                    |                                    |                                    |  |  |                                 |                                 |                                 |                                 |                                 |                                 |  |  |             |             |             |             |             |             |  |  |                            |                            |                            |                            |                            |                            |  |  |                           |                           |                           |                           |                           |                           |
| Tisiphonos († 355/4 v. Chr.) | Tisiphonos († 355/4 v. Chr.) | Tisiphonos († 355/4 v. Chr.) | Tisiphonos († 355/4 v. Chr.) | Tisiphonos († 355/4 v. Chr.) | Tisiphonos († 355/4 v. Chr.) |  |  | Lykophron II. († nach 352 v. Chr.) | Lykophron II. († nach 352 v. Chr.) | Lykophron II. († nach 352 v. Chr.) | Lykophron II. († nach 352 v. Chr.) | Lykophron II. († nach 352 v. Chr.) | Lykophron II. († nach 352 v. Chr.) |  |  | Peitholaos († nach 352 v. Chr.) | Peitholaos († nach 352 v. Chr.) | Peitholaos († nach 352 v. Chr.) | Peitholaos († nach 352 v. Chr.) | Peitholaos († nach 352 v. Chr.) | Peitholaos († nach 352 v. Chr.) |  |  | Thebe († ?) | Thebe († ?) | Thebe († ?) | Thebe († ?) | Thebe († ?) | Thebe († ?) |  |  | Alexandros († 358 v. Chr.) | Alexandros († 358 v. Chr.) | Alexandros († 358 v. Chr.) | Alexandros († 358 v. Chr.) | Alexandros († 358 v. Chr.) | Alexandros († 358 v. Chr.) |  |  |                           |                           |                           |                           |                           |                           |
| Tisiphonos († 355/4 v. Chr.) | Tisiphonos († 355/4 v. Chr.) | Tisiphonos († 355/4 v. Chr.) | Tisiphonos († 355/4 v. Chr.) | Tisiphonos († 355/4 v. Chr.) | Tisiphonos († 355/4 v. Chr.) |  |  | Lykophron II. († nach 352 v. Chr.) | Lykophron II. († nach 352 v. Chr.) | Lykophron II. († nach 352 v. Chr.) | Lykophron II. († nach 352 v. Chr.) | Lykophron II. († nach 352 v. Chr.) | Lykophron II. († nach 352 v. Chr.) |  |  | Peitholaos († nach 352 v. Chr.) | Peitholaos († nach 352 v. Chr.) | Peitholaos († nach 352 v. Chr.) | Peitholaos († nach 352 v. Chr.) | Peitholaos († nach 352 v. Chr.) | Peitholaos († nach 352 v. Chr.) |  |  | Thebe († ?) | Thebe († ?) | Thebe († ?) | Thebe († ?) | Thebe († ?) | Thebe († ?) |  |  | Alexandros († 358 v. Chr.) | Alexandros († 358 v. Chr.) | Alexandros († 358 v. Chr.) | Alexandros († 358 v. Chr.) | Alexandros († 358 v. Chr.) | Alexandros († 358 v. Chr.) |  |  |                           |                           |                           |                           |                           |                           |

- Nikesipolis von Pherai, eine der Frauen Philipps II. von Makedonien, war vermutlich auch eine Familienangehörige